# Arthémonay
Arthémonay é uma comuna francesa na região administrativa de Auvérnia-Ródano-Alpes, no departamento de Drôme. Estende-se por uma área de 5,70 km². Em 2010 a comuna tinha 596 habitantes (densidade: 104,6 hab./km²).